# Thomas Geissmann
Thomas Geissmann (* 28. Oktober 1957 in Aarau) ist ein Schweizer Primatologe.

## Leistungen
Er promovierte 1993 zum Dr. phil. nat. an der Universität Zürich und habilitierte sich 2003 an der Tierärztlichen Hochschule Hannover. Seit 2003 ist er Research Associate am Anthropologischen Institut der Universität Zürich (Schweiz).
Thomas Geissmann hat zahlreiche primatologische Forschungsexpeditionen nach Afrika, Madagaskar und vor allem Südostasien unternommen, wo er seit 1990 Freilanddaten in fast allen Ursprungsländern der Gibbons erhoben hat. Sein wissenschaftliches Werk umfasst Publikationen auf diversen anthropologischen und primatologischen Teilgebieten. Seine Forschungsschwerpunkte liegen auf den Gebieten der vergleichenden Biologie, dem Schutz der Gibbons (Menschenaffen der Familie Hylobatidae) und der Evolution der Primatenkommunikation. Seine Forschungsresultate und eine vollständige Publikationsliste sind auf der Website des Gibbon Research Lab einzusehen.
Thomas Geissmann ist Begründer und Herausgeber des Gibbon Journal (ISSN 1661-707X) und Initiator der Gibbon Conservation Alliance.
Thomas Geissmann ist Mit-Beschreiber zweier Lemurenarten, des Nordwestlichen oder Sambirano-Wollmaki (Avahi unicolor) und des Cleese-Wollmaki (Avahi cleesei), sowie des Burmesischen Stumpfnasenaffen (Rhinopithecus strykeri).
Im Dezember 2003 hielt Geissmann einen Vortrag am Anthropologischen Institut der Universität Zürich, in welchem er auf das drohende Aussterben mehrerer Gibbonarten hinwies, und darauf, dass in der Öffentlichkeit Gibbons und ihre Bedrohung weitgehend unbekannt sind. Im Anschluss daran entschlossen sich einige Studenten des Anthropologischen Instituts dazu, gemeinsam mit Thomas Geissmann etwas für den Schutz der Gibbons zu tun. Sie gründeten die Gibbon Conservation Alliance, eine gemeinnützige Organisation, die sich für den Schutz der Gibbons einsetzt, die Erforschung der Gibbonbiologie fördert und Aufklärungsarbeit über die Gibbons und ihre akute Bedrohung leistet.

## Schriften
- Multiple births in catarrhine monkeys and apes – A review. Editrice Il Sedicesimo, Firenze 1989, 78 pp., ISBN 1-903703-03-4.
- (mit Nguyen Xuan Dang; Nicolas Lormée & Frank Momberg) Vietnam Primate Conservation Status Review 2000 - Part 1: Gibbons. Fauna & Flora International, Indochina Programme, Hanoi 2000, 130 pp., ISBN 1-903703-03-4.
- Verhaltensbiologische Forschungsmethoden: Eine Einführung. Schüling, Münster 2002, 60 pp., ISBN 3-934849-64-4
- Gibbons: communication, radiation and conservation biology of the forgotten apes: Hannover 2002, DNB 976518341 (Habilitationsschrift Tierärztliche Hochschule Hannover 2002, 57 Seiten (englisch)).
- Vergleichende Primatologie. Springer, Heidelberg/New York 2003, XII + 357 Seiten, ISBN 3-540-43645-6.
- (mit Mark E. Grindley, Ngwe Lwin, Saw Soe Aung, Thet Naing Aung, Saw Blaw Htoo, and Frank Momberg) The conservation status of hoolock gibbons in Myanmar. Gibbon Conservation Alliance, Zürich 2013, xii + 157 pp., ISBN 978-3-033-04358-9.
- Gibbons – Die singenden Menschenaffen / Gibbons – The singing apes. Anthropologisches Institut und Museum der Universität Zürich, und Gibbon Conservation Alliance, Zürich 2014, 48 pp., ISBN 978-3-033-04475-3.